# 277 Park Avenue
277 Park Avenue è un grattacielo a uso commerciale che si trova nel quartiere di Manhattan, a New York. Si trova nella parte est di Park Avenue ed è collegato ad altri due edifici: 55 Water Street e 5 Beekman Street.

## Storia
Alto 209 metri, con 50 piani e costruito tra il 1962 e il 1964 quando venne inaugurato, l'11 luglio del 1964, era tra gli edifici più alti d'America mentre a oggi è solo il cinquantanovesimo grattacielo più alto della città.
Inizialmente occupato dalla Chemical Bank, nel 2008 venne acquistato da Bear Stearns Companies e questo provocò l'allontanamento di molti inquilini dall'edificio che in seguito si trasferirono a 383 Madison Avenue.

## Inquilini
- Academy Securities
- Australia and New Zealand Banking Group
- Bregal Investments
- Bregal Partners
- Bregal Sagemount
- Cassidy Turley
- Cozen O’Connor
- The Hartford
- JPMorgan Chase
- Sumitomo Mitsui Banking Corporation
- Continental Grain Company
- MHP Real Estate Services
- Agricultural Bank of China
- Bank of India, US Operations
- Raymond James & Associates